# سرگی دمیاشکویچ
سرگی دمیاشکویچ (انگلیسی: Sergey Demyashkevich؛ زادهٔ ۲۸ اوت ۱۹۶۶) کشتی‌گیر اهل بلاروس است.